# John Newcombe
John David Newcombe (født 23. maj 1944 i Sydney, Australien) er en australsk tidligere tennisspiller, der var professionel fra 1968 til 1981. Han vandt igennem sin karriere 32 single- og 33 double-titler, heraf intet mindre end syv Grand Slam-singletitler. I sommeren 1974 besad han i en periode på to måneder førstepladsen på ATP's verdensrangliste.

## Grand Slam
Newcombe vandt igennem sin karriere hele syv Grand Slam-singletitler. Størst succes havde han ved Wimbledon, som han vandt i 1967, 1970 og 1971. Derudover blev det til triumf ved US Open i 1967 og 1973, samt i hjemlandet ved Australian Open i 1973 og 1975. Udover de syv sejre var han også tre gange tabende finalist i Grand Slam-turneringer.
Endnu større succes end i single havde Newcombe i double, hvor han sikrede sig hele 17 Grand Slam-titler i herredouble, og to i mixed double.

## Grand Slam singletitler
- Australian Open:
  - 1973 og 1975

- Wimbledon:
  - 1967, 1970 og 1971

- US Open:
  - 1967 og 1973